# ルイ・ヴィトン
ルイ・ヴィトン（仏: Louis Vuitton Malletier）は、フランスのマルティエ（スーツケース職人）であるルイ・ヴィトン（Louis Vuitton、1821年8月4日 - 1892年2月27日）が創始したファッションブランド。LVMH（モエ・ヘネシー・ルイ・ヴィトン）グループの中核ブランドである。LVMHの2023年の売上高は861億ドル。
服飾部門における2024年現在のデザイナーはニコラ・ジェスキエール。またメンズコレクションについてはファレル・ウィリアムズがチーフディレクター。

## 歴史

### 黎明期（1854年 - 1892年）
ルイ・ヴィトンが評価されるようになったのは、創始者であるルイが亡くなった後のことである。ヴィトン社はまず「グリ・トリアノン・キャンバス」(Gris Trianon) というトランク工場として創始された。このトランクは灰色のキャンバス地で覆われており、とても軽量なものであった。1854年、ルイはエミリー (Emilie Clemence Pariaux) と結婚、同年、世界初となる旅行用鞄の専門店をパリ・カピュシーヌ通りに創業。3年後の1857年には息子のジョルジュ (Georges Vuitton) が生まれた。
1859年、アニエール＝シュル＝セーヌに最初のアトリエを構える。
1860年、ヴィトン社は需要に押されて規模を拡大した。1867年のパリ万国博覧会で銅メダルを獲得。これにより世界的な評判を得、1869年にはエジプト総督のイスマーイール・パシャが、1877年にはロシアのニコライ皇太子（後のニコライ2世）がそれぞれ、1セットのトランクを発注した。また、当時世界的に力を持っていたスペイン国王アルフォンソ12世からもトランクの注文を受けるなど、主にスラブ、ラテン系王侯貴族に重用された。
トランクの上から布地を貼るというルイの技法は賢明であったが、容易にコピー商品が出回ることとなり、1872年、ルイは別の布地を使うようになった。この布地は「Striped Canvas」として知られている、ベージュと赤の2色で色づけされた布地である。しかし、これもすぐにコピー商品が出回ることとなった。
だが、コピー商品に押されることなく、彼のビジネスは成功を収めた。また、私生活の方も衰えることはなく、1880年には息子のジョルジュがジョゼフィーヌ・パトレル (Josephine Patrelle) と結婚。入籍当日に、彼は息子にスクリーブ通りの店を任せた。
1883年、ジョルジュにも息子ガストンが生まれ、ルイは祖父となった。この年、板垣退助が後藤象二郎と共に、国会開設の視察のために洋行し、パリ本店にてヴィトンのトランクを購入。（日本人の購入したヴィトン現存品として最古）
1885年、ヴィトン社はロンドンに進出。1888年、ジョルジュが模倣品防止のため、ベージュと茶褐色のチェス盤にルイ・ヴィトンの銘が入った「ダミエ・ライン」と呼ばれるデザインを考案。1889年のパリ万国博覧会で、ルイ・ヴィトン社に金賞をもたらした。しかし、商標登録もされていたにもかかわらず、またコピー商品が出回ることとなった。現在は白と灰色の「ダミエ アズール・ライン」、黒を基調とした「ダミエ グラフィット・ライン」もある。
1890年、5枚羽の錠前を開発。
1892年、ヴィトン社はハンドバッグの販売を開始、トランクやハンドバッグなどが掲載された最初のカタログもリリースされた。その年の2月27日、ルイは自宅で息を引き取り、ジョルジュが会社の全権を握ることとなった。

### 黄金期（1893年 - 1936年）

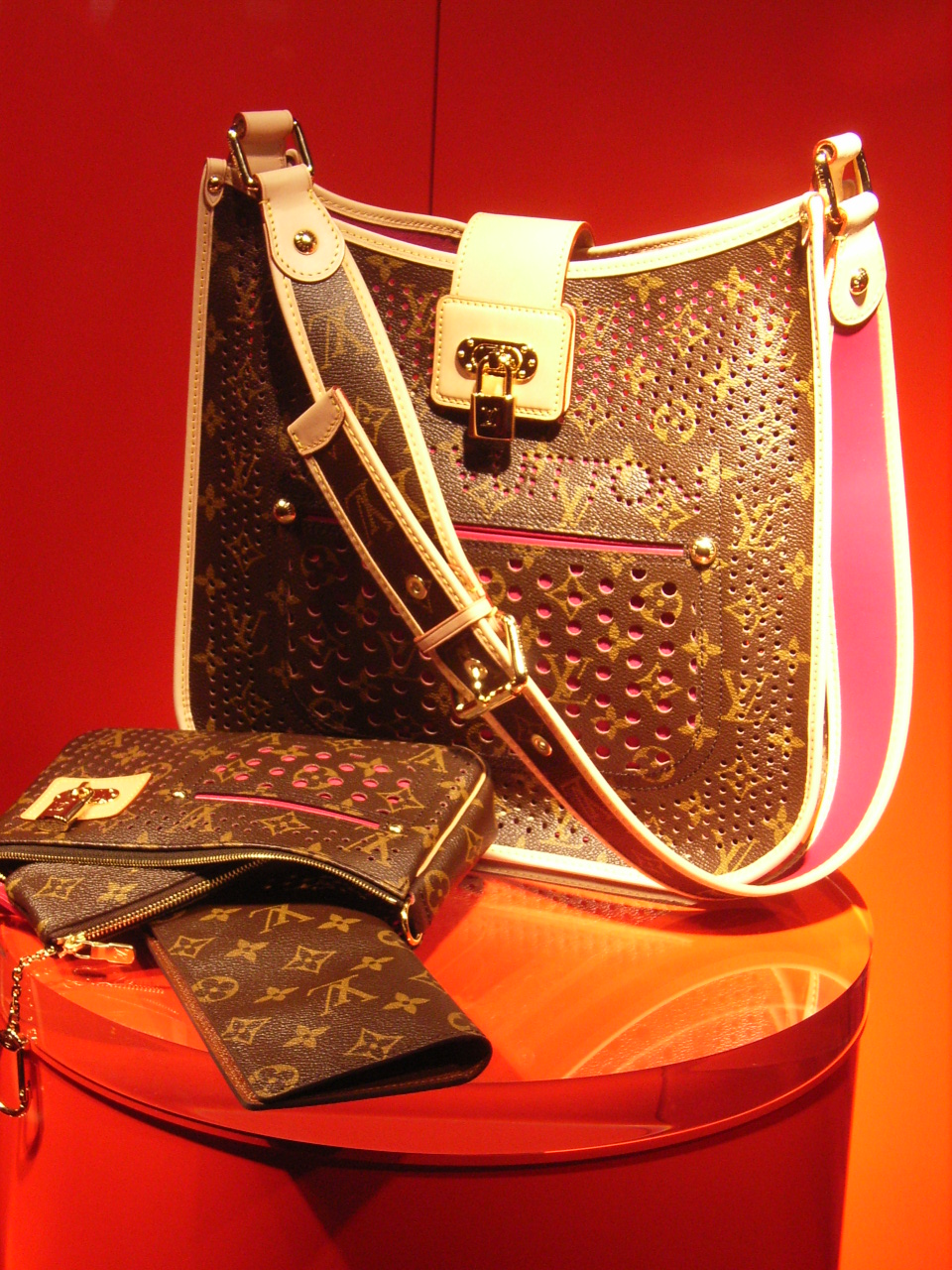
モノグラム

父ルイの死後、ジョルジュはルイ・ヴィトン社を世界的な企業へと押し上げた。ジョルジュは、1893年のシカゴ万国博覧会に出展するなど、会社をうまく運営し続けると共に、著書『Le Voyage』（フランス語で旅の意）を出版した。
1896年、ダミエの模倣品が出回ってきたことから、ヴィトン社はそのトレードマークとなる布地を新たに発表した。モノグラム・ラインと呼ばれることになるその模様は、様々なシンボルと共にルイ・ヴィトンを示す「LV」というマークが描かれている。モノグラムは、万国博覧会で目にした日本の家紋に触発されている。ジョルジュはその後アメリカへ渡航、ニューヨーク、シカゴ、フィラデルフィアなど様々な街を旅行し、その訪問中にもヴィトン製品を売って歩いた。1898年にはパリ・オートショーにヴィトン製品を出展した。
1900年、ジョルジュは1900年のパリ万国博覧会の「旅行アイテムおよび革製品」の部門を担当するという栄誉を得た。1901年、ヴィトン社は、トランクの中に入れることのできる小さなカバン「スティーマーバッグ」を発表した。
3年後の1904年、ジョルジュはセントルイス万国博覧会において議長を務めた。同年、ヴィトン社は新商品として、香水や衣類などの商品を小分けにできる仕切りの付いたトランクを発表した。
1914年、パリのシャンゼリゼ通りに世界最大のトラベル・グッズ専門店をオープン。

### ビジネス拡大（1937年以降）
1970年代
- 1978年

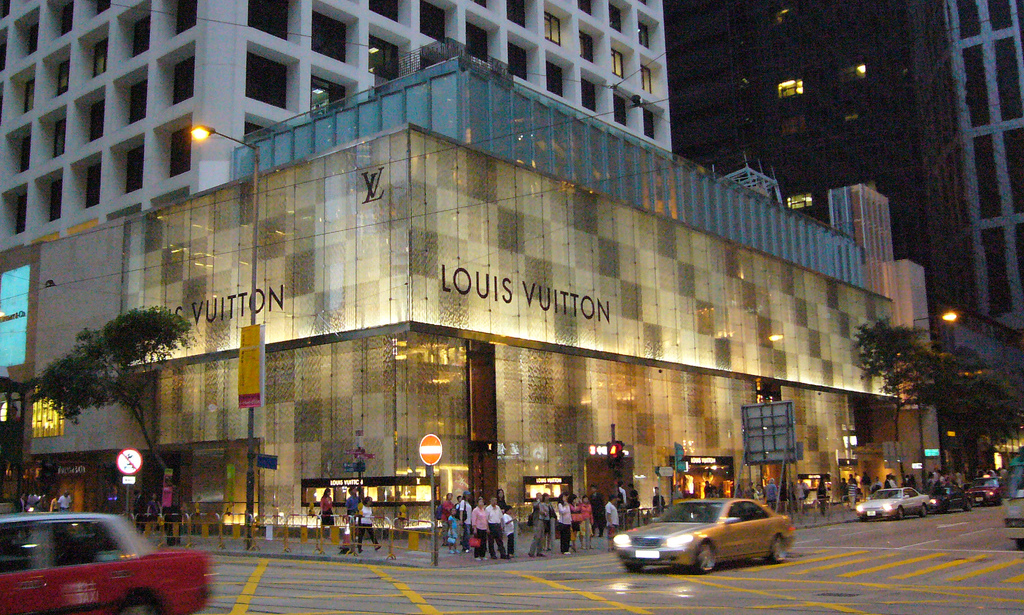
香港店

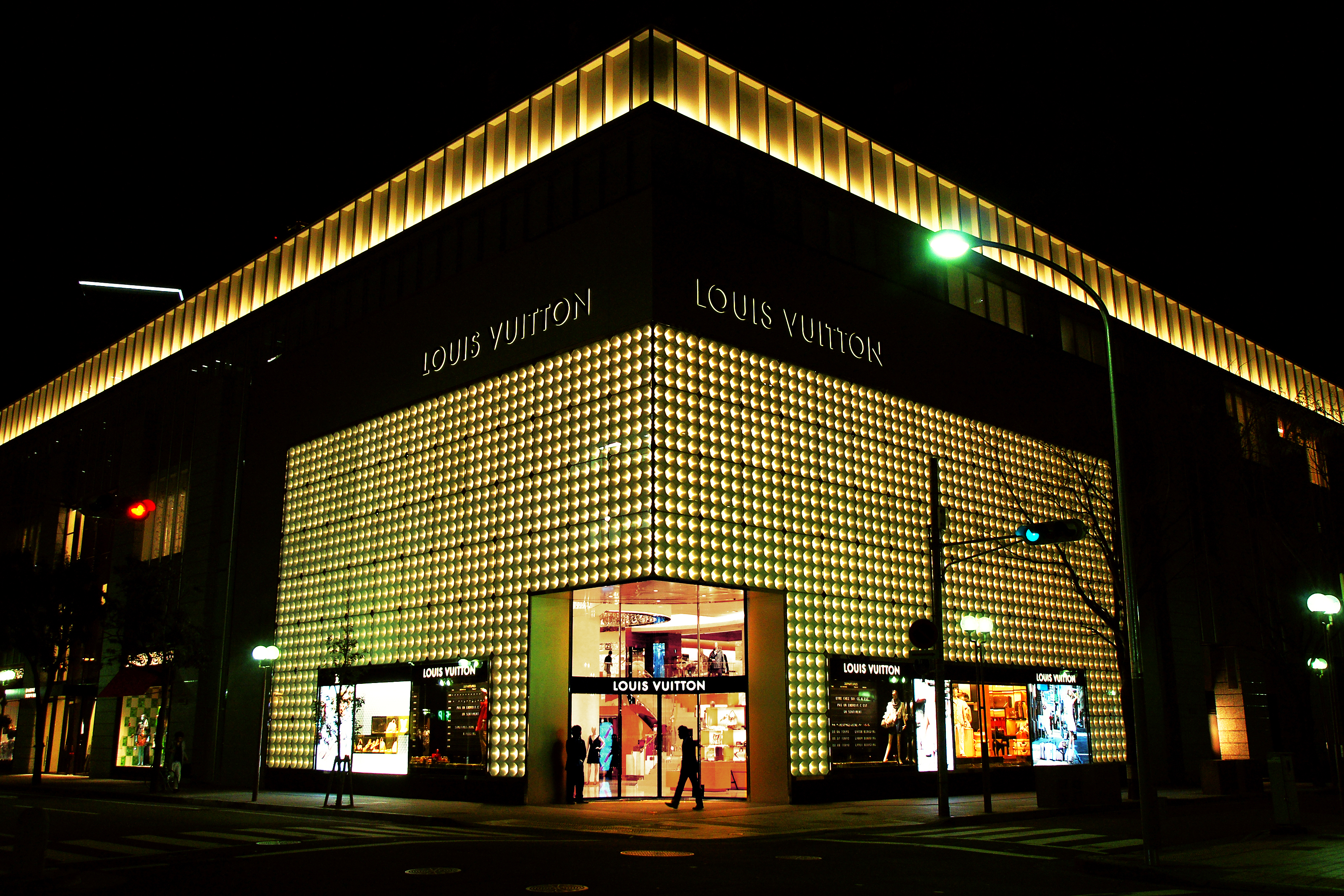
神戸メゾン（神戸・旧居留地）

  - 3月、東京に3店（日本橋髙島屋店、サンローゼ赤坂店、西武渋谷店）大阪に2店（西武ピサ大阪ロイヤル店、アンロワイヤル阪急17番街店）の5店舗がオープン。
  - 9月には高島屋大阪店（難波）にオープン。

1980～90年代
- 1981年 - 日本初の直営店舗を東京・銀座並木通りにオープン。1989年には香港初の店舗をオープン。
- 1983年 - アメリカスカップの挑戦艇選抜シリーズとして、ルイ・ヴィトンカップがスタート。
- 1985年 - エピ・ライン（麦穂柄）を発表。
- 1987年 - シャンパンメーカーのモエ・ヘネシーと合併、LVMHが誕生。LVMHグループはその後、クリスチャン・ディオールやフェンディなど有名ブランドを傘下におさめる巨大ブランド企業に成長する。
- 1992年 - 中国初の店舗を北京にオープン。
- 1998年 - デザイナーにマーク・ジェイコブスを迎え、アパレル商品、靴の展開をスタート。また、モノグラム・ヴェルニラインもあわせて発表。
- 1999年 - ミレニアムに向けての限定品を3種発表。サイバーエピライン（エナメルのようなエピ地にブラックライトを当てるとモノグラム柄が浮き出てくる）のアジェンダPM（6穴バインダー手帳）・グッド・ラック・ブレス、ミニトランク。

2000年代以降
- 2001年 - 時計の展開をスタート。最新商品はジュネーブ、バーゼルなどの見本市で発表される。
- 2003年 - 日本人デザイナー村上隆とのコラボレーションにより、黒地あるいは白地にモノグラムをカラフルに配した「モノグラム・マルチカラー」を発表。このときに発表された商品の中には、モノグラム模様の中にスマイリーマークが描かれた桜の花を配した商品「モノグラム・チェリーブラッサム」や、大きな革製のリボンがついた商品なども発表された。同時に、村上隆のキャラクターであるパンダをモノグラムの上に描いたシリーズ「モノグラム・パンダ」も発売された。翌2004年にも村上とのコラボレーションによる「モノグラム・チェリー」ラインが発表された。これは、前年のサクラシリーズよりは少し落ち着いているものの、モノグラム地の上に、サクランボのイラストを載せるというデザインであった。
- 2005年
  - 秋冬コレクションとしてキャンバス地のカジュアルなシリーズ「アンティグア」が発表された。ナチュラルな生成と真っ赤なキャンバス地が素材である。
  - 野球用バッグ「サック・ベースボール」が少量発売され、同商品が翌春、ルイ・ヴィトン・ジャパンより北海道日本ハムファイターズに当時所属のSHINJO（新庄剛志）選手へ提供された[4]。
- 2006年
  - 春夏コレクションとして、モノグラム地にパンチングを施し、穴を開けた素材の「モノグラム・ペルフォ」、デニム素材の「モノグラム・デニム」が発売された。
  - 電通との広告契約を終了し、新たにADKマインドシェアと契約。これ以降グループと同社との関係が継続している。
- 2007年
  - 秋冬コレクションとして、カラフルなモノグラムマルチカラーをファーの上にプリントした「モノグラム・ミンク」とメタリックな素材の「モノグラム・ミラー」を発売。
  - 2月にはバレンタインラインとして、ハート型の小銭入れ「ポルトモネ・クール Porte-monnaie Coeur」、春コレクションは、モノグラムにフレンチレースを刺繍した「モノグラム・レース」、「デニム・パッチワーク」、「ポルカドット」など少数生産、多数コレクションへになりつつある。一方、7月にはアメリカスカップへのスポンサー契約打ち切りを発表した。
- 2014年 - 春夏コレクションを最後にマーク・ジェイコブスがクリエイティブディレクターを退任。次の秋冬コレクションから後任のニコラ・ジェスキエールが指揮を執る。
- 2018年 - メンズコレクションのアーティスティック・ディレクターを務めていたキム・ジョーンズが2018年秋冬メンズコレクションをもって退任し、初の黒人デザイナーとなるヴァージル・アブローがクリエイティブディレクターに就任した。
- 2021年 - メンズのクリエイティブディレクターであったヴァージル・アブローが、癌の為に亡くなったことが発表された。その際、数年間に渡り闘病生活をしていたことも明らかにされた[5]。
- 2023年 - 音楽プロデューサー、歌手のファレル・ウィリアムスがメンズクリエイティブディレクターに就任。

### 素材の生地の変化
当初、水に浮くトランクが評判になり高名となったが、21世紀初頭、顧客からの要望の多かった鞄の軽量化を名目に生地の製法を変更し、現在製造するトランクは浮かなくなっている。直系の子孫（2009年現在は5代目のパトリック・ルイ。現在でも1パーセントの株を保有する）が責任者を務めるオーダー部門では昔ながらの浮く重い素材で鞄をオーダーすることができる。

## 主なラインナップ

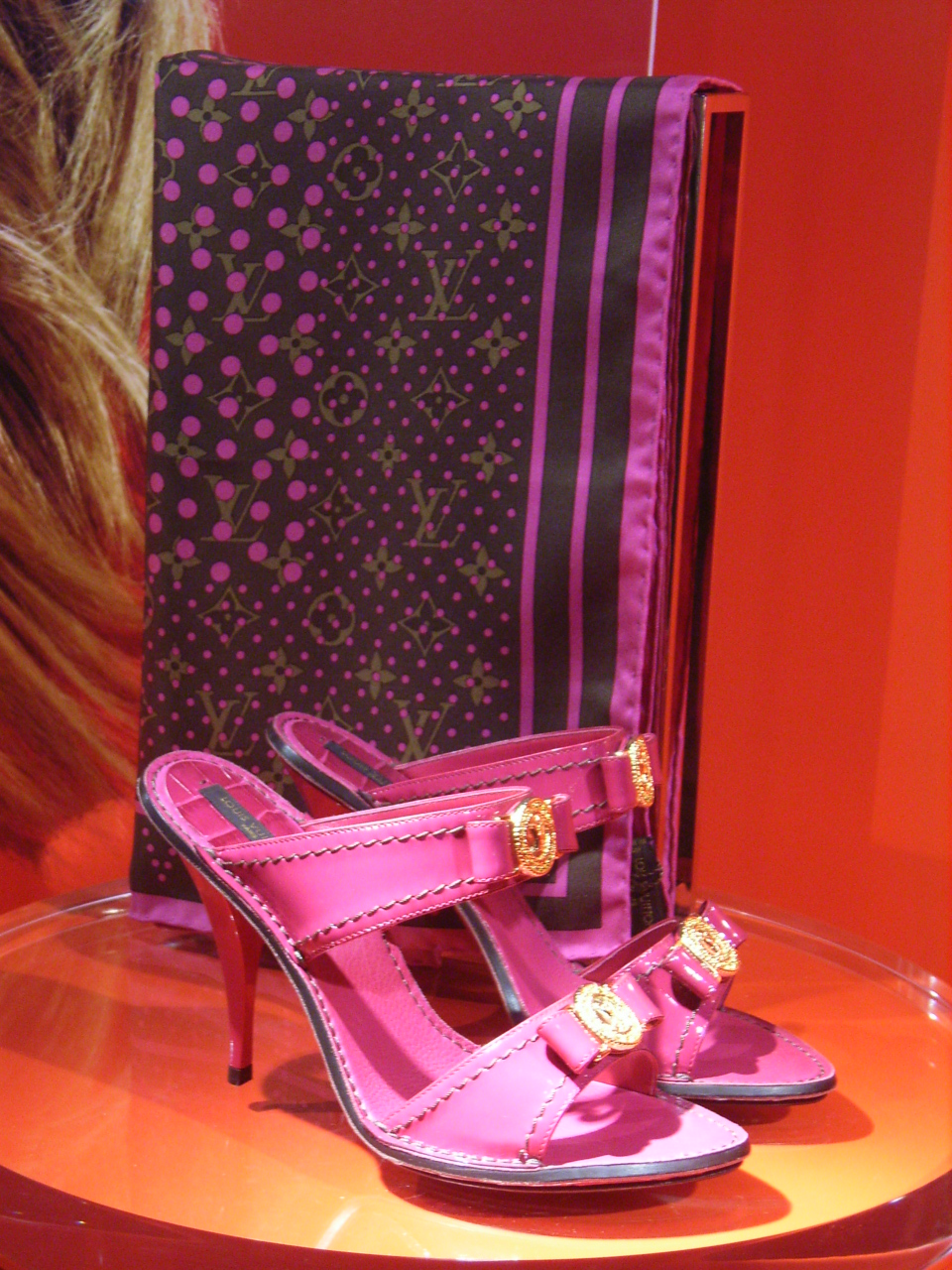

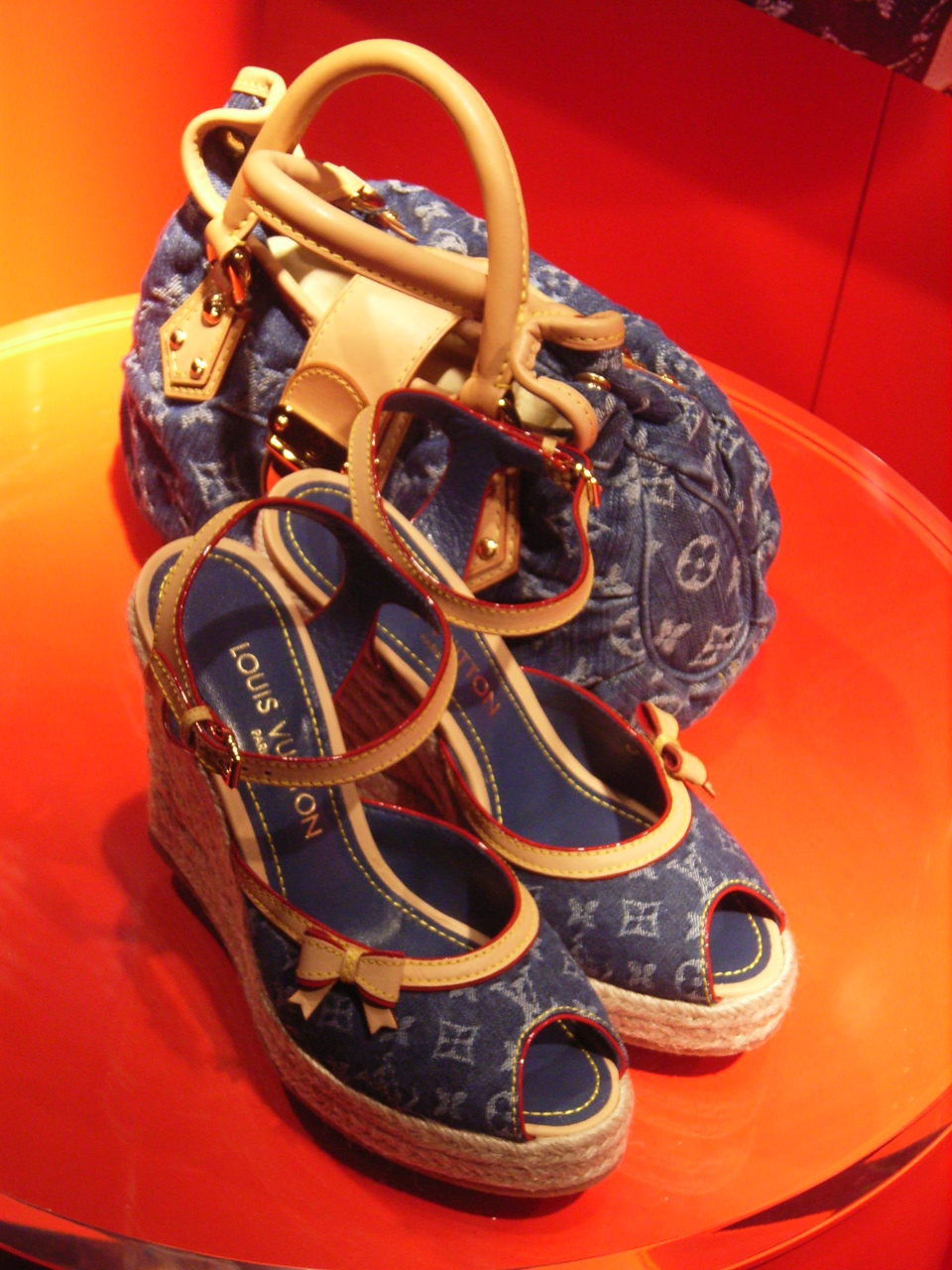

- モノグラム
- モノグラム・ミニ（廃番）
- モノグラム・ミニ・マルチカラー（廃番）
- モノグラム・ヴェルニ
- モノグラム・マット（廃番）
- モノグラム・マルチカラー
- モノグラム・デニム（廃番）
- モノグラム・アンプラント
- モノグラム・グラセ（廃番）
- モノグラム・ミニ・ラン（廃番）
- モノグラム・イディール
- モノグラム・マカサー
- ダミエ
- ダミエ・アズール
- ダミエ・グラフィット
- ダミエ・ウェストミンスター
- ダミエ・ジェアン
- エピ
- タイガ
- スハリ
- マヒナ
- ノマド
- ユタ
- アンティグア（廃番）
- 2006春夏コレクション
  - モノグラム・チャーム
  - モノグラム・ペルフォ
  - トバゴレザー
  - クルーズコレクション

## 店舗
- ルイ・ヴィトン メゾン - 文化的要素を含んだ旗艦店のことで、フルラインの製品を揃える。全店中最大のパリ・シャンゼリゼ店をはじめ、世界に15店舗（2013年1月時点）ある。その9番目となる日本初のメゾンは神戸・旧居留地に2010年2月オープンした。

### メゾン御堂筋
大阪府大阪市中央区の御堂筋に西面する、日本最大規模の店舗。ファサードの設計を担当した青木淳は、かつて海の街であった大阪の歴史を彷彿させる菱垣廻船から着想を得て、帆を立てた船のような外観とした。1階から4階までの内装はピーター・マリノが担当。最上階の7階には、ルイ・ヴィトン初のカフェを配置。2019年12月竣工。地上7階地下1階。設計施工は大成建設 。大阪都市景観建築賞第40回奨励賞を受賞。

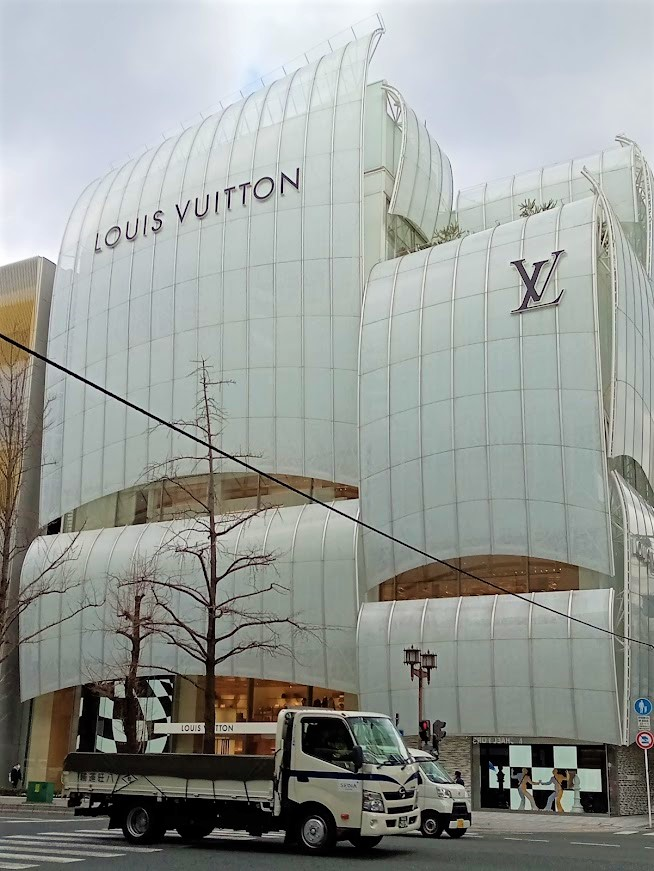
ルイ・ヴィトン メゾン 大阪御堂筋

## ルイ・ヴィトン美術作品撤去事件
神戸市立神戸ファッション美術館に展示された現代美術作品がルイ・ヴィトン社からのクレームによって撤去された2010年春の事件。同美術館の企画展「ファッション奇譚　服飾に属する危険な小選集」に現代美術家・岡本光博のインスタレーション作品「バッタもん」（シャネルやグッチなど有名ブランドの柄の生地で製作した９体のバッタ型オブジェのシリーズ）を展示したところ、ルイ・ヴィトンから「この“自称アーティスト”によるオブジェの展示は、偽ブランド品を肯定する反社会的行為である」といった抗議と作品の撤去及びウェブサイトからの削除を要請する文書が届いた。企画者側はブランドからの抗議が万一あった場合に備えて、抗議をしてきたブランドの生地に順次覆いをかけて抗議があったことを示すという準備を事前にしていたが、抗議の翌日、市の職員により他ブランドも含む全作品を撤去、同作品が掲載されていたカタログ、ポスターも廃棄され、商標権と表現の自由を巡る議論を呼んだ。同作品は同年秋に復活展示された。同様に2007年には宮城県美術館でのグループ展「アートみやぎ2007」に出展した現代美術家・タノタイガの木彫シリーズ「モノグラムライン」がルイ・ヴィトンから法的措置の可能性を示唆されたことから、LVマークにシールを貼っての展示となった。

## その他
商標権の侵害問題
2020年に、ルイ・ヴィトンは浅草にて仏壇や仏具を取り扱う商店に対し、市松模様の数珠袋がダミエ柄の商標権を侵害しているという旨の警告文を送っていたことがわかった。